# Donna Strickland
Donna Theo Strickland, född 27 maj 1959 i Guelph i Ontario, Kanada, är en kanadensisk fysiker och pionjär inom laserfysik.
Strickland tilldelades 2018 års Nobelpris i fysik tillsammans med Gérard Mourou och Arthur Ashkin för banbrytande uppfinningar inom laserfysik. Hon är den tredje kvinnan som tilldelats ett Nobelpris i fysik (efter Marie Curie och Maria Goeppert-Mayer) och den första på 55 år. Forskningen som ligger till grund för priset författades tillsammans med Morou när Strickland var doktorand och har bland annat möjliggjort ögonlaseroperationer.
Donna Strickland tillträdde 1997 en tjänst motsvarande lektor (assistant professor) vid University of Waterloo (i Waterloo i Ontario). Numera uppbär hon en tjänst motsvarande docent (associate professor) vid samma universitet, men hade trots sina akademiska meriter inte sökt befordran till professor (engelska full professor) innan hon fick Nobelpriset.